# Ina Peichl
Ina Peichl (* 18. März 1960 in Klosterneuburg oder Wien) ist eine austroamerikanische Kostüm-, Bühnen- und Szenenbildnerin.

## Leben
Ina Peichl wurde als Tochter des Architekten Gustav Peichl geboren. Ihr Bruder ist der Journalist, Produzent und Medienunternehmer Markus Peichl. An der Akademie der bildenden Künste Wien studierte sie unter anderem bei Erich Wonder.
Ab 1980 war sie zunächst für das Theater tätig, so entwarf sie etwa 1984 am Wiener Schauspielhaus das Bühnenbild und die Kostüme für Die Riesen vom Berge und am Burgtheater die Kostüme für Horváths Geschichten aus dem Wiener Wald. Seit Mitte der 1980er ist sie auch als Szenenbildnerin für den Film tätig. 1988 erhielt sie gemeinsam mit Birgit Hutter und Béatrice Stein-Leppert den Bundesfilmpreis (später Deutscher Filmpreis) in der Kategorie Beste Ausstattung für die Verfilmung von Schnitzlers Das weite Land unter der Regie von Luc Bondy.
1990 lernte sie in Paris den Produzenten der Fernsehserie Dallas, Leonard Katzman, kennen. Er engagierte sie dort als Artdirector und bot ihr an, mit in die Vereinigten Staaten zu gehen. Sie zog nach Los Angeles und später Dallas, wo sie als Production Designer für die Fernsehserie Walker, Texas Ranger arbeitete. Außerdem arbeitete sie an Musikvideos und Werbefilmen und nahm neben der österreichischen auch die amerikanische Staatsbürgerschaft an. 1992 heiratete sie den Regisseur und Kameramann Karl Kases, mit dem sie zwei Töchter hat. Tochter Josephin Kases (* 1992) ist als Schauspielerin tätig. 2002 kehrte sie nach Europa zurück und zog nach Berlin, wo sie unter anderem am Renaissance-Theater tätig war.
Für das Fernsehen entwarf sie Studiobauten beispielsweise für die Talkshow 0137 auf Premiere und für den ORF für die Die Barbara Karlich Show, für Was gibt es Neues?, die Starnacht am Wörthersee und in der Wachau und die Romy-Gala. Peichl ist Mitglied der Deutschen Filmakademie und im Verband der Szenenbildner, Filmarchitekten und Kostümbildner.

## Auszeichnungen
- 1988: Bundesfilmpreis in der Kategorie Beste Ausstattung der Verfilmung von Das weite Land

## Filmografie (Auswahl)
- 1987: Das weite Land
- 1989: Ein Sohn aus gutem Hause
- 1989: Heidi auf der Flucht
- 1989: Der Mitwisser
- 1991: St. Petri Schnee
- 1995–1997: Walker, Texas Ranger
- 1999: Die Wand
- 2002: Liebe darf alles
- 2002: Der Duft des Geldes
- 2007: Novotny & Maroudi – Zahngötter in Weiß (Fernsehserie)
- 2010: 3faltig
- 2013: Paul Kemp – Alles kein Problem (Fernsehserie)
- 2013: Tatort: Angezählt (Fernsehreihe)
- 2015–2016: Vorstadtweiber (Fernsehserie)
- 2017: Anna Fucking Molnar
- 2023: Tatort: Bauernsterben (Fernsehreihe)
- 2023: Abenteuer Weihnachten – Familie kann nie groß genug sein (Fernsehfilm)
- 2024: Biester (Fernsehserie)
- 2024: Eigentlich sollten wir (Fernsehfilm)